# روبرت رامر
روبرت رامر (آلمانی: Robert Rammer؛ زادهٔ ۱۴ آوریل ۱۸۹۰) دوچرخه‌سوار اهل اتریش است. وی در بازی‌های المپیک تابستانی ۱۹۱۲ شرکت کرده است.